# Pancor Jackhammer
Il Pancor Jackhammer (formalmente Pancor Jackhammer Mark 3-A2) è un fucile a canna liscia da combattimento (in inglese combat shotgun) automatico calibro 12, azionato a recupero di gas, prodotto dalla Pancor Corporation.

## Storia
È uno dei pochi fucili a canna liscia completamente automatici, e anche se brevettato nel 1987, non entrò mai in piena produzione su vasta scala. Solo pochi prototipi di lavoro del Jackhammer furono costruiti.
Poiché il Dipartimento della Difesa degli Stati Uniti non accettò l'arma e ci mise troppo tempo ad esaminare la richiesta di esportazione, l'azienda fallì, e fu venduta insieme ai pochi prototipi esistenti negli anni novanta.
Il suo aspetto caratteristico e futuristico e l'elegante design lo hanno reso popolare in programmi televisivi di azione, film e videogiochi.

## Uso alternativo del caricatore
Il caricatore può essere collegato ad un detonatore ed essere usato come mina anti-uomo, che spara tutti e dieci i colpi contemporaneamente quando attivato. Il produttore lo chiama il Beartrap (trappola per orsi).

## Nella cultura di massa
In ambito videoludico il Jackhammer compare nei videogiochi Battlefield 2, Battlefield 3, SOCOM, SOCOM II, Project I.G.I., Combat Arms, Soldier of Fortune, Far Cry, Fallout 2, Fallout Tactics: Brotherhood of Steel, The Darkness, Max Payne, Planetside e Pixel Gun 3D.